# Cornetu
Cornetu è un comune della Romania di 4 629 abitanti, ubicato nel distretto di Ilfov, nella regione storica della Muntenia. 
Il comune è formato dall'unione di 2 villaggi: Buda e Cornetu.